# Finales NBA 2005
Navigation
Finales 2004 Finales 2006
Les finales NBA 2005 sont la dernière série de matchs de la saison 2004-2005 de la NBA et la conclusion des séries éliminatoires (playoffs) de la saison. Le champion de la conférence Est, les Pistons de Détroit rencontrent le champion de la conférence Ouest, les Spurs de San Antonio. San Antonio possède l'avantage du terrain. Tim Duncan a été élu MVP des Finales pour la troisième fois, en tournant en moyenne avec 20 points et 14 rebonds.

## Contexte
À l’approche des finales de 2005, les Spurs avaient remporté deux titres (1999 et 2003), tandis que Détroit en avait remporté trois (1989, 1990 et 2004). La campagne de playoffs 2004 a été considéré comme un bouleversement majeur par certains chroniqueurs sportifs en raison du niveau des Lakers. D’autres ont vu le résultat comme tout à fait légitime, soulignant que la défense de Detroit a dépassé l’offensive des Lakers. De plus, l’offensive équilibrée de Detroit s’est avérée particulièrement difficile à gérer lorsque Karl Malone a laissé les Lakers sans présence fiable pour ralentir Rasheed Wallace, des Pistons.
Les Spurs et les Pistons ont tous deux été classés au deuxième rang de leurs conférences respectives, les Suns de Phoenix étant classés au premier rang dans l’Ouest et le Heat de Miami, au premier rang dans l’Est.
Les Spurs ont traversé les séries éliminatoires avec facilité, par rapport aux Pistons. Ils ont défait les Nuggets de Denver 4-1 en ouverture des playoffs, gagnant quatre matchs d’affilée après avoir perdu l’ouverture à la maison. Ils ont ensuite défait les SuperSonics de Seattle en six matchs. Phoenix était attendu par beaucoup pour opposer une forte résistance, mais les Spurs ont gagné la série facilement, quatre matchs à un.
Les Pistons ont eu une route légèrement plus difficile vers la finale. La ronde d’ouverture a été une victoire en cinq matchs sur les 76ers de Philadelphie. Ensuite, les Pistons ont affronté les Pacers de l'Indiana qu'ils élimineront en six matchs, mettant fin à la carrière de 19 ans de Reggie Miller. Avec la fin de la série à Indianapolis, Miller a eu droit à une standing ovation prolongée à la Conseco Fieldhouse. Le prochain adversaire de Detroit était le leader, Miami, dirigé par les superstars Dwyane Wade et Shaquille O'Neal. Après avoir gagné le premier match, les Pistons ont été menés 2-1 après trois matchs et 3-2 après cinq matchs. En gagnant le sixième match sur leur terrain, les Pistons ont forcé un septième match. Dans le septième match, Detroit a surmonté le Heat à l'American Airlines Arena, et donc avancé vers la finale de la NBA pour la deuxième année consécutive.

## Lieux des compétitions
Les deux salles pour le tournoi ces finales sont : The Palace of Auburn Hills d'Auburn Hills et le SBC Center de San Antonio.
| San Antonio              | \| Auburn Hills San Antonio \| | Auburn Hills               |
| SBC Center               | \| Auburn Hills San Antonio \| | The Palace of Auburn Hills |
| Capacité: 18 418         | \| Auburn Hills San Antonio \| | Capacité: 22 076           |
| SBC Center               | \| Auburn Hills San Antonio \| | The Palace of Auburn Hills |
| Auburn Hills San Antonio |                                |                            |

## Résumé de la saison régulière
Les huit premiers de chaque conférence sont qualifiés pour les playoffs.
| Champion de division | Qualifié pour les playoffs | Non qualifié pour les playoffs |

### Par conférence
| Conférence Est | Conférence Est         | Conférence Est | Conférence Est | Conférence Est |
| No             | Franchise              | Vic.           | Déf.           | PCT            |
| -------------- | ---------------------- | -------------- | -------------- | -------------- |
| 1              | Heat de Miami          | 59             | 23             | 72.0           |
| 2              | Pistons de Détroit     | 54             | 28             | 65.9           |
| 3              | Celtics de Boston      | 45             | 37             | 54.9           |
| 4              | Bulls de Chicago       | 47             | 35             | 57.3           |
| 5              | Wizards de Washington  | 45             | 37             | 54.9           |
| 6              | Pacers de l'Indiana    | 44             | 38             | 53.7           |
| 7              | 76ers de Philadelphie  | 43             | 39             | 52.4           |
| 8              | Nets du New Jersey     | 42             | 40             | 51.2           |
|                |                        |                |                |                |
| 9              | Cavaliers de Cleveland | 42             | 40             | 51.2           |
| 10             | Magic d'Orlando        | 36             | 46             | 43.9           |
| 11             | Knicks de New York     | 33             | 49             | 40.2           |
| 12             | Raptors de Toronto     | 33             | 49             | 40.2           |
| 13             | Bucks de Milwaukee     | 30             | 52             | 36.6           |
| 14             | Bobcats de Charlotte   | 18             | 64             | 22.0           |
| 15             | Hawks d'Atlanta        | 13             | 69             | 15.9           |

| Conférence Ouest | Conférence Ouest               | Conférence Ouest | Conférence Ouest | Conférence Ouest |
| No               | Franchise                      | Vic.             | Déf.             | PCT              |
| ---------------- | ------------------------------ | ---------------- | ---------------- | ---------------- |
| 1                | Suns de Phoenix                | 62               | 20               | 75.6             |
| 2                | Spurs de San Antonio C         | 59               | 23               | 72.0             |
| 3                | SuperSonics de Seattle         | 52               | 30               | 63.4             |
| 4                | Mavericks de Dallas            | 58               | 24               | 70.7             |
| 5                | Rockets de Houston             | 51               | 31               | 62.2             |
| 6                | Kings de Sacramento            | 50               | 32               | 61.0             |
| 7                | Nuggets de Denver              | 49               | 33               | 59.8             |
| 8                | Grizzlies de Memphis           | 45               | 37               | 54.9             |
|                  |                                |                  |                  |                  |
| 9                | Timberwolves du Minnesota      | 44               | 38               | 53.7             |
| 10               | Clippers de Los Angeles        | 37               | 45               | 45.1             |
| 11               | Lakers de Los Angeles          | 34               | 48               | 41.5             |
| 12               | Warriors du Golden State       | 34               | 48               | 41.5             |
| 13               | Trail Blazers de Portland      | 27               | 55               | 32.9             |
| 14               | Jazz de l'Utah                 | 26               | 56               | 31.7             |
| 15               | Hornets de la Nouvelle-Orléans | 18               | 64               | 22               |

C - Champions NBA

### Tableau des playoffs
|  | 1er tour         | 1er tour              | 1er tour              |   |                        | Demi-finales de Conférence | Demi-finales de Conférence | Demi-finales de Conférence |  |   | Finales de Conférence | Finales de Conférence | Finales de Conférence |  |    | Finales NBA        | Finales NBA | Finales NBA |
|  |                  |                       |                       |   |                        |                            |                            |                            |  |   |                       |                       |                       |  |    |                    |             |             |
|  | 1                | Heat de Miami         | 4                     |   |                        |                            |                            |                            |  |   |                       |                       |                       |  |    |                    |             |             |
|  | 8                | Nets du New Jersey    | 0                     |   |                        |                            |                            |                            |  |   |                       |                       |                       |  |    |                    |             |             |
|  | 8                | Nets du New Jersey    | 0                     |   | 1                      | Heat de Miami              | 4                          |                            |  |   |                       |                       |                       |  |    |                    |             |             |
|  |                  |                       |                       |   | 1                      | Heat de Miami              | 4                          |                            |  |   |                       |                       |                       |  |    |                    |             |             |
|  |                  | 5                     | Wizards de Washington | 0 |                        |                            |                            |                            |  |   |                       |                       |                       |  |    |                    |             |             |
|  | 4                | 5                     | Wizards de Washington | 0 | Bulls de Chicago       | 2                          |                            |                            |  |   |                       |                       |                       |  |    |                    |             |             |
|  | 4                |                       |                       |   | Bulls de Chicago       | 2                          |                            |                            |  |   |                       |                       |                       |  |    |                    |             |             |
|  | 5                | Wizards de Washington | 4                     |   |                        |                            |                            |                            |  |   |                       |                       |                       |  |    |                    |             |             |
|  | 5                | Wizards de Washington | 4                     |   |                        |                            |                            |                            |  | 1 | Heat de Miami         | 3                     |                       |  |    |                    |             |             |
|  | Conférence Est   |                       |                       |   |                        |                            |                            |                            |  | 1 | Heat de Miami         | 3                     |                       |  |    |                    |             |             |
|  |                  | 2                     | Pistons de Détroit    | 4 |                        |                            |                            |                            |  |   |                       |                       |                       |  |    |                    |             |             |
|  | 3                | 2                     | Pistons de Détroit    | 4 | Celtics de Boston      | 3                          |                            |                            |  |   |                       |                       |                       |  |    |                    |             |             |
|  | 3                |                       |                       |   | Celtics de Boston      | 3                          |                            |                            |  |   |                       |                       |                       |  |    |                    |             |             |
|  | 6                | Pacers de l'Indiana   | 4                     |   |                        |                            |                            |                            |  |   |                       |                       |                       |  |    |                    |             |             |
|  | 6                | Pacers de l'Indiana   | 4                     |   | 6                      | Pacers de l'Indiana        | 2                          |                            |  |   |                       |                       |                       |  |    |                    |             |             |
|  |                  |                       |                       |   | 6                      | Pacers de l'Indiana        | 2                          |                            |  |   |                       |                       |                       |  |    |                    |             |             |
|  |                  | 2                     | Pistons de Détroit    | 4 |                        |                            |                            |                            |  |   |                       |                       |                       |  |    |                    |             |             |
|  | 2                | 2                     | Pistons de Détroit    | 4 | Pistons de Détroit     | 4                          |                            |                            |  |   |                       |                       |                       |  |    |                    |             |             |
|  | 2                |                       |                       |   | Pistons de Détroit     | 4                          |                            |                            |  |   |                       |                       |                       |  |    |                    |             |             |
|  | 7                | 76ers de Philadelphie | 1                     |   |                        |                            |                            |                            |  |   |                       |                       |                       |  |    |                    |             |             |
|  | 7                | 76ers de Philadelphie | 1                     |   |                        |                            |                            |                            |  |   |                       |                       |                       |  | E2 | Pistons de Détroit | 3           |             |
|  |                  |                       |                       |   |                        |                            |                            |                            |  |   |                       |                       |                       |  | E2 | Pistons de Détroit | 3           |             |
|  |                  | W2                    | Spurs de San Antonio  | 4 |                        |                            |                            |                            |  |   |                       |                       |                       |  |    |                    |             |             |
|  | 1                | W2                    | Spurs de San Antonio  | 4 | Suns de Phoenix        | 4                          |                            |                            |  |   |                       |                       |                       |  |    |                    |             |             |
|  | 1                |                       |                       |   | Suns de Phoenix        | 4                          |                            |                            |  |   |                       |                       |                       |  |    |                    |             |             |
|  | 8                | Grizzlies de Memphis  | 0                     |   |                        |                            |                            |                            |  |   |                       |                       |                       |  |    |                    |             |             |
|  | 8                | Grizzlies de Memphis  | 0                     |   | 1                      | Suns de Phoenix            | 4                          |                            |  |   |                       |                       |                       |  |    |                    |             |             |
|  |                  |                       |                       |   | 1                      | Suns de Phoenix            | 4                          |                            |  |   |                       |                       |                       |  |    |                    |             |             |
|  |                  | 4                     | Mavericks de Dallas   | 2 |                        |                            |                            |                            |  |   |                       |                       |                       |  |    |                    |             |             |
|  | 4                | 4                     | Mavericks de Dallas   | 2 | Mavericks de Dallas    | 4                          |                            |                            |  |   |                       |                       |                       |  |    |                    |             |             |
|  | 4                |                       |                       |   | Mavericks de Dallas    | 4                          |                            |                            |  |   |                       |                       |                       |  |    |                    |             |             |
|  | 5                | Rockets de Houston    | 3                     |   |                        |                            |                            |                            |  |   |                       |                       |                       |  |    |                    |             |             |
|  | 5                | Rockets de Houston    | 3                     |   |                        |                            |                            |                            |  | 1 | Suns de Phoenix       | 1                     |                       |  |    |                    |             |             |
|  | Conférence Ouest |                       |                       |   |                        |                            |                            |                            |  | 1 | Suns de Phoenix       | 1                     |                       |  |    |                    |             |             |
|  |                  | 2                     | Spurs de San Antonio  | 4 |                        |                            |                            |                            |  |   |                       |                       |                       |  |    |                    |             |             |
|  | 3                | 2                     | Spurs de San Antonio  | 4 | SuperSonics de Seattle | 4                          |                            |                            |  |   |                       |                       |                       |  |    |                    |             |             |
|  | 3                |                       |                       |   | SuperSonics de Seattle | 4                          |                            |                            |  |   |                       |                       |                       |  |    |                    |             |             |
|  | 6                | Sacramento Kings      | 1                     |   |                        |                            |                            |                            |  |   |                       |                       |                       |  |    |                    |             |             |
|  | 6                | Sacramento Kings      | 1                     |   | 3                      | SuperSonics de Seattle     | 2                          |                            |  |   |                       |                       |                       |  |    |                    |             |             |
|  |                  |                       |                       |   | 3                      | SuperSonics de Seattle     | 2                          |                            |  |   |                       |                       |                       |  |    |                    |             |             |
|  |                  | 2                     | Spurs de San Antonio  | 4 |                        |                            |                            |                            |  |   |                       |                       |                       |  |    |                    |             |             |
|  | 2                | 2                     | Spurs de San Antonio  | 4 | Spurs de San Antonio   | 4                          |                            |                            |  |   |                       |                       |                       |  |    |                    |             |             |
|  | 2                |                       |                       |   | Spurs de San Antonio   | 4                          |                            |                            |  |   |                       |                       |                       |  |    |                    |             |             |
|  | 7                | Nuggets de Denver     | 1                     |   |                        |                            |                            |                            |  |   |                       |                       |                       |  |    |                    |             |             |

## Formule
Pour les séries finales la franchise gagnante est la première à remporter quatre victoires, soit un minimum de quatre matchs et un maximum de sept. Les rencontres se déroulent dans l'ordre suivant :
| Match | Recevant       | Match | Recevant       | Match | Recevant        | Match | Recevant        |
| ----- | -------------- | ----- | -------------- | ----- | --------------- | ----- | --------------- |
| 1     | Meilleur bilan | 2     | Meilleur bilan | 3     | Moins bon bilan | 4     | Moins bon bilan |

| Match | Recevant        | Match | Recevant       | Match | Recevant       |
| ----- | --------------- | ----- | -------------- | ----- | -------------- |
| 5     | Moins bon bilan | 6     | Meilleur bilan | 7     | Meilleur bilan |

## Les Finales

### Match 1
| 9 juin |                                                      | Pistons de Détroit 69, Spurs de San Antonio 84 | Pistons de Détroit 69, Spurs de San Antonio 84 | Pistons de Détroit 69, Spurs de San Antonio 84 |  | SBC Center, San Antonio Affluence : 18,797 Arbitres : - No. 29 Steve Javie - No. 10 Ron Garretson - No. 24 Mike Callahan | ABC |
| 9 juin | Score par quart-temps : 20–17, 17–18, 14–20, 18–29   |                                                |                                                |                                                |  | SBC Center, San Antonio Affluence : 18,797 Arbitres : - No. 29 Steve Javie - No. 10 Ron Garretson - No. 24 Mike Callahan | ABC |
| 9 juin | Chauncey Billups 25 Ben Wallace 8 Chauncey Billups 6 | Points Rebonds Passes d.                       | Manu Ginóbili 26 Tim Duncan 17 Horry, Parker 3 |                                                |  | SBC Center, San Antonio Affluence : 18,797 Arbitres : - No. 29 Steve Javie - No. 10 Ron Garretson - No. 24 Mike Callahan | ABC |
| 9 juin | San Antonio mène la série 1–0                        |                                                |                                                |                                                |  | SBC Center, San Antonio Affluence : 18,797 Arbitres : - No. 29 Steve Javie - No. 10 Ron Garretson - No. 24 Mike Callahan | ABC |

### Match 2
| 12 juin |                                                                     | Pistons de Détroit 76, Spurs de San Antonio 97 | Pistons de Détroit 76, Spurs de San Antonio 97 | Pistons de Détroit 76, Spurs de San Antonio 97 |  | SBC Center, San Antonio Affluence : 18,797 Arbitres : - No. 7 Bernie Fryer - No. 43 Dan Crawford - No. 35 Jack Nies | ABC |
| 12 juin | Score par quart-temps : 19–30, 23–28, 21–21, 13–18                  |                                                |                                                |                                                |  | SBC Center, San Antonio Affluence : 18,797 Arbitres : - No. 7 Bernie Fryer - No. 43 Dan Crawford - No. 35 Jack Nies | ABC |
| 12 juin | Antonio McDyess 15 Ben Wallace, Rasheed Wallace 8 Rasheed Wallace 4 | Points Rebonds Passes d.                       | Manu Ginóbili 27 Tim Duncan 11 Manu Ginóbili 7 |                                                |  | SBC Center, San Antonio Affluence : 18,797 Arbitres : - No. 7 Bernie Fryer - No. 43 Dan Crawford - No. 35 Jack Nies | ABC |
| 12 juin | San Antonio mène la série 2–0                                       |                                                |                                                |                                                |  | SBC Center, San Antonio Affluence : 18,797 Arbitres : - No. 7 Bernie Fryer - No. 43 Dan Crawford - No. 35 Jack Nies | ABC |

### Match 3
| 14 juin |                                                    | Spurs de San Antonio 79, Pistons de Détroit 96 | Spurs de San Antonio 79, Pistons de Détroit 96        | Spurs de San Antonio 79, Pistons de Détroit 96 |  | The Palace of Auburn Hills, Auburn Hills Affluence : 22,076 Arbitres : - No. 15 Bennett Salvatore - No. 26 Bob Delaney - No. 17 Joe Crawford | ABC |
| 14 juin | Score par quart-temps : 27–21, 15–20, 23–29, 14–26 |                                                |                                                       |                                                |  | The Palace of Auburn Hills, Auburn Hills Affluence : 22,076 Arbitres : - No. 15 Bennett Salvatore - No. 26 Bob Delaney - No. 17 Joe Crawford | ABC |
| 14 juin | Tony Parker 21 Tim Duncan 10 Duncan, Parker 4      | Points Rebonds Passes d.                       | Richard Hamilton 24 Ben Wallace 11 Chauncey Billups 7 |                                                |  | The Palace of Auburn Hills, Auburn Hills Affluence : 22,076 Arbitres : - No. 15 Bennett Salvatore - No. 26 Bob Delaney - No. 17 Joe Crawford | ABC |
| 14 juin | San Antonio mène la série 2–1                      |                                                |                                                       |                                                |  | The Palace of Auburn Hills, Auburn Hills Affluence : 22,076 Arbitres : - No. 15 Bennett Salvatore - No. 26 Bob Delaney - No. 17 Joe Crawford | ABC |

### Match 4
| 16 juin |                                                    | Spurs de San Antonio 71, Pistons de Détroit 102 | Spurs de San Antonio 71, Pistons de Détroit 102      | Spurs de San Antonio 71, Pistons de Détroit 102 |  | The Palace of Auburn Hills, Auburn Hills Affluence : 22,076 Arbitres : - No. 27 Dick Bavetta - No. 32 Eddie F. Rush - No. 14 Joe DeRosa | ABC |
| 16 juin | Score par quart-temps : 17–23, 19–28, 21–23, 14–28 |                                                 |                                                      |                                                 |  | The Palace of Auburn Hills, Auburn Hills Affluence : 22,076 Arbitres : - No. 27 Dick Bavetta - No. 32 Eddie F. Rush - No. 14 Joe DeRosa | ABC |
| 16 juin | Tim Duncan 16 Tim Duncan 16 Bowen, Parker 4        | Points Rebonds Passes d.                        | Billups, Hunter 17 Ben Wallace 13 Chauncey Billups 7 |                                                 |  | The Palace of Auburn Hills, Auburn Hills Affluence : 22,076 Arbitres : - No. 27 Dick Bavetta - No. 32 Eddie F. Rush - No. 14 Joe DeRosa | ABC |
| 16 juin | Égalité dans la série 2–2                          |                                                 |                                                      |                                                 |  | The Palace of Auburn Hills, Auburn Hills Affluence : 22,076 Arbitres : - No. 27 Dick Bavetta - No. 32 Eddie F. Rush - No. 14 Joe DeRosa | ABC |

### Match 5
| 19 juin |                                                              | Spurs de San Antonio 96, Pistons de Détroit 95 | Spurs de San Antonio 96, Pistons de Détroit 95        | Spurs de San Antonio 96, Pistons de Détroit 95 | OT | The Palace of Auburn Hills, Auburn Hills Affluence : 22,076 Arbitres : - No. 24 Mike Callahan - No. 10 Ron Garretson - No. 29 Steve Javie | ABC |
| 19 juin | Score par quart-temps : 21–23, 21–19, 22–21, 25–26, OT : 7–6 |                                                |                                                       |                                                | OT | The Palace of Auburn Hills, Auburn Hills Affluence : 22,076 Arbitres : - No. 24 Mike Callahan - No. 10 Ron Garretson - No. 29 Steve Javie | ABC |
| 19 juin | Tim Duncan 26 Tim Duncan 19 Manu Ginóbili 9                  | Points Rebonds Passes d.                       | Chauncey Billups 34 Ben Wallace 12 Chauncey Billups 7 |                                                | OT | The Palace of Auburn Hills, Auburn Hills Affluence : 22,076 Arbitres : - No. 24 Mike Callahan - No. 10 Ron Garretson - No. 29 Steve Javie | ABC |
| 19 juin | San Antonio mène la série 3–2                                |                                                |                                                       |                                                | OT | The Palace of Auburn Hills, Auburn Hills Affluence : 22,076 Arbitres : - No. 24 Mike Callahan - No. 10 Ron Garretson - No. 29 Steve Javie | ABC |

### Match 6
| 21 juin |                                                      | Pistons de Détroit 95, Spurs de San Antonio 86 | Pistons de Détroit 95, Spurs de San Antonio 86  | Pistons de Détroit 95, Spurs de San Antonio 86 |  | SBC Center, San Antonio Affluence : 18,797 Arbitres : - No. 15 Bennett Salvatore - No. 7 Bernie Fryer - No. 43 Dan Crawford | ABC |
| 21 juin | Score par quart-temps : 23–23, 23–24, 25–20, 24–19   |                                                |                                                 |                                                |  | SBC Center, San Antonio Affluence : 18,797 Arbitres : - No. 15 Bennett Salvatore - No. 7 Bernie Fryer - No. 43 Dan Crawford | ABC |
| 21 juin | Richard Hamilton 23 Ben Wallace 9 Chauncey Billups 6 | Points Rebonds Passes d.                       | Duncan, Ginóbili 21 Tim Duncan 15 Tony Parker 5 |                                                |  | SBC Center, San Antonio Affluence : 18,797 Arbitres : - No. 15 Bennett Salvatore - No. 7 Bernie Fryer - No. 43 Dan Crawford | ABC |
| 21 juin | Égalité dans la série 3–3                            |                                                |                                                 |                                                |  | SBC Center, San Antonio Affluence : 18,797 Arbitres : - No. 15 Bennett Salvatore - No. 7 Bernie Fryer - No. 43 Dan Crawford | ABC |

### Match 7
| 23 juin |                                                       | Pistons de Détroit 74, Spurs de San Antonio 81 | Pistons de Détroit 74, Spurs de San Antonio 81 | Pistons de Détroit 74, Spurs de San Antonio 81 |  | SBC Center, San Antonio Affluence : 18,797 Arbitres : - No. 27 Dick Bavetta - No. 32 Eddie F. Rush - No. 17 Joe Crawford | ABC |
| 23 juin | Score par quart-temps : 16–18, 23–20, 18–19, 17–24    |                                                |                                                |                                                |  | SBC Center, San Antonio Affluence : 18,797 Arbitres : - No. 27 Dick Bavetta - No. 32 Eddie F. Rush - No. 17 Joe Crawford | ABC |
| 23 juin | Richard Hamilton 15 Ben Wallace 11 Chauncey Billups 8 | Points Rebonds Passes d.                       | Tim Duncan 25 Tim Duncan 11 Manu Ginóbili 4    |                                                |  | SBC Center, San Antonio Affluence : 18,797 Arbitres : - No. 27 Dick Bavetta - No. 32 Eddie F. Rush - No. 17 Joe Crawford | ABC |
| 23 juin | San Antonio remporte la série 4–3                     |                                                |                                                |                                                |  | SBC Center, San Antonio Affluence : 18,797 Arbitres : - No. 27 Dick Bavetta - No. 32 Eddie F. Rush - No. 17 Joe Crawford | ABC |

## Équipes

### Spurs de San Antonio
| Effectif des Spurs de San Antonio 2004-2005 |
| --- |
| 2 Nazr Mohammed • 3 Glenn Robinson • 4 Sean Marks • 5 Robert Horry • 8 Radoslav Nesterović • 9 Tony Parker • 11 Mike Wilks • 12 Bruce Bowen • 14 Beno Udrih • 17 Brent Barry • 20 Manu Ginóbili • 21 Tim Duncan (MVP Finales) • 23 Devin Brown • 34 Tony Massenburg • 43 Linton Johnson Entraîneur : Gregg Popovich |

### Pistons de Détroit
| Effectif des Pistons de Détroit 2004-2005 |
| --- |
| 1 Chauncey Billups • 3 Ben Wallace • 5 Horace Jenkins • 8 Darvin Ham • 10 Lindsey Hunter • 12 Ronald Dupree • 20 Carlos Delfino • 22 Tayshaun Prince • 24 Antonio McDyess • 30 Carlos Arroyo • 31 Darko Miličić • 32 Richard Hamilton • 36 Rasheed Wallace • 41 Elden Campbell Entraîneur : Larry Brown |

## Statistiques

### Spurs de San Antonio
| Joueur              | MJ | MC | MPG  | FG%  | 3P%  | FT%  | RPG  | APG | SPG | BPG | PPG  |
| ------------------- | -- | -- | ---- | ---- | ---- | ---- | ---- | --- | --- | --- | ---- |
| Brent Barry         | 7  | 0  | 20.6 | 40,7 | 37,5 | 80,0 | 2.1  | 1.6 | 0.6 | 0.3 | 4.6  |
| Bruce Bowen         | 7  | 7  | 38.7 | 38,0 | 44,8 | 66,7 | 2.7  | 2.0 | 0.6 | 0.7 | 7.9  |
| Devin Brown         | 6  | 0  | 5.8  | 27,3 | 50,0 | 57,1 | 1.0  | 0.5 | 0.0 | 0.0 | 1.8  |
| Tim Duncan          | 7  | 7  | 40.7 | 41,9 | 0    | 66,7 | 14.1 | 2.1 | 0.4 | 2.1 | 20.6 |
| Manu Ginóbili       | 7  | 7  | 36.0 | 49,4 | 38,7 | 85,6 | 5.9  | 4.0 | 1.3 | 0.1 | 18.7 |
| Robert Horry        | 7  | 0  | 28.6 | 44,4 | 48,4 | 73,3 | 4.9  | 2.1 | 1.0 | 0.7 | 10.6 |
| Tony Massenburg     | 3  | 0  | 3.0  | 0    | 0    | 0    | 1.0  | 0.0 | 0.0 | 0.0 | 0.0  |
| Nazr Mohammed       | 7  | 7  | 22.6 | 43,3 | 0    | 72,7 | 6.0  | 0.0 | 0.3 | 0.9 | 4.9  |
| Radoslav Nesterović | 4  | 0  | 6.5  | 50,0 | 0    | 0    | 2.0  | 0.3 | 0.0 | 0.3 | 0.5  |
| Tony Parker         | 7  | 7  | 38.1 | 45,8 | 14,3 | 43,8 | 2.4  | 3.4 | 0.3 | 0.1 | 13.9 |
| Glenn Robinson      | 3  | 0  | 4.7  | 20,0 | 0    | 0    | 1.0  | 0.0 | 0.0 | 1.0 | 0.7  |
| Beno Udrih          | 5  | 0  | 8.8  | 36,4 | 50,0 | 100  | 1.0  | 0.8 | 0.2 | 0.0 | 2.4  |

### Pistons de Détroit
| Joueur           | MJ | MC | MPG  | FG%  | 3P%  | FT%  | RPG  | APG | SPG | BPG | PPG  |
| ---------------- | -- | -- | ---- | ---- | ---- | ---- | ---- | --- | --- | --- | ---- |
| Carlos Arroyo    | 5  | 0  | 6.0  | 50,0 | 0    | 50,0 | 0.2  | 0.6 | 0.2 | 0.0 | 2.2  |
| Chauncey Billups | 7  | 7  | 40.1 | 43,4 | 29,7 | 90,9 | 5.0  | 6.3 | 1.0 | 0.1 | 20.4 |
| Elden Campbell   | 1  | 0  | 1.0  | 0    | 0    | 0    | 0.0  | 1.0 | 0.0 | 0.0 | 0.0  |
| Ronald Dupree    | 5  | 0  | 1.6  | 0    | 0    | 0    | 0.0  | 0.0 | 0.0 | 0.0 | 0.0  |
| Darvin Ham       | 5  | 0  | 2.2  | 50,0 | 0    | 0    | 0.6  | 0.0 | 0.0 | 0.0 | 0.4  |
| Richard Hamilton | 7  | 7  | 42.0 | 38,6 | 16,7 | 75,0 | 5.3  | 2.6 | 0.6 | 0.1 | 16.7 |
| Lindsey Hunter   | 7  | 0  | 19.7 | 38,1 | 0    | 87,5 | 1.9  | 2.7 | 1.3 | 0.1 | 5.6  |
| Antonio McDyess  | 7  | 0  | 21.9 | 50,8 | 0    | 55,6 | 7.3  | 1.0 | 0.9 | 1.1 | 10.1 |
| Darko Miličić    | 3  | 0  | 2.0  | 33,3 | 0    | 0    | 0.7  | 0.0 | 0.0 | 0.0 | 0.7  |
| Tayshaun Prince  | 7  | 7  | 39.1 | 38,2 | 11,1 | 85,7 | 4.9  | 2.6 | 1.4 | 0.6 | 10.1 |
| Ben Wallace      | 7  | 7  | 40.0 | 56,9 | 0    | 42,9 | 10.3 | 1.0 | 1.7 | 3.0 | 10.7 |
| Rasheed Wallace  | 7  | 7  | 32.7 | 43,8 | 29,4 | 25,0 | 5.6  | 1.9 | 2.0 | 2.4 | 10.9 |